# Slemenjak
Slemenjak je del strešne kritine, ki se ga namešča na sleme strehe.
Za pokrivanje različnih delov slemena obstajajo:
- začetni slemenjak
- razdelilni slemenjak (trikot) uporabimo na mestu kjer streha prehaja v čop
- grebenski slemenjak (polkrožni) uporabimo na grebenu čopa
- končni slemenjak, na koncu slemena

V primeru da je skozi slemenjak speljan ustrezen električni prevodnik lahko služi tudi kot del strelovoda.